# ロンドン万国博覧会 (1862年)
1862年の第2回ロンドン万国博覧会（ロンドンばんこくはくらんかい, London International Exhibition on Industry and Art 1862, Expo 1862）は、1862年5月1日から11月1日までイギリスのロンドンで開催された国際博覧会である。サウスケンジントンの王立園芸協会のガーデン近く、現在ロンドン自然史博物館やサイエンス・ミュージアムなどの博物館がある場所を会場に開催された。
成功裡に終わった1回目のロンドン万国博覧会 (1851年)より規模は拡大したが、入場者はさほど増えず収支は芳しくなかった。特徴としては、国家主義が前面に出る万博となったこと、軍需産業の比重が高まったこと、産業機械製品ばかりでなく、彫刻や絵画といった美術品を数多く展示し、植民地からの製品も数多く展示するなど、展示品の幅が広がったことなどがある。

## 組織
この博覧会はロイヤル・ソサエティ・オブ・アーツ・マニュファクチュア・アンド・トレード（王立美術製造商業協会）により後援され、広範囲の産業、技術、芸術を代表する36の国からの28,000以上の出典者を特色とした。同協会は当初、1851年の第一回ロンドン万博の10年後の開催を予定していたが、フランス・オーストリア戦争の勃発により1年遅れての開催になった。ウィリアム・スタンデール・ベネットが開会式のための音楽を作曲した。全部で610万人が来場し、受領額(£459,632)が経費(£458,842)をわずかに上回り、総利益は£790であった。

## 会場

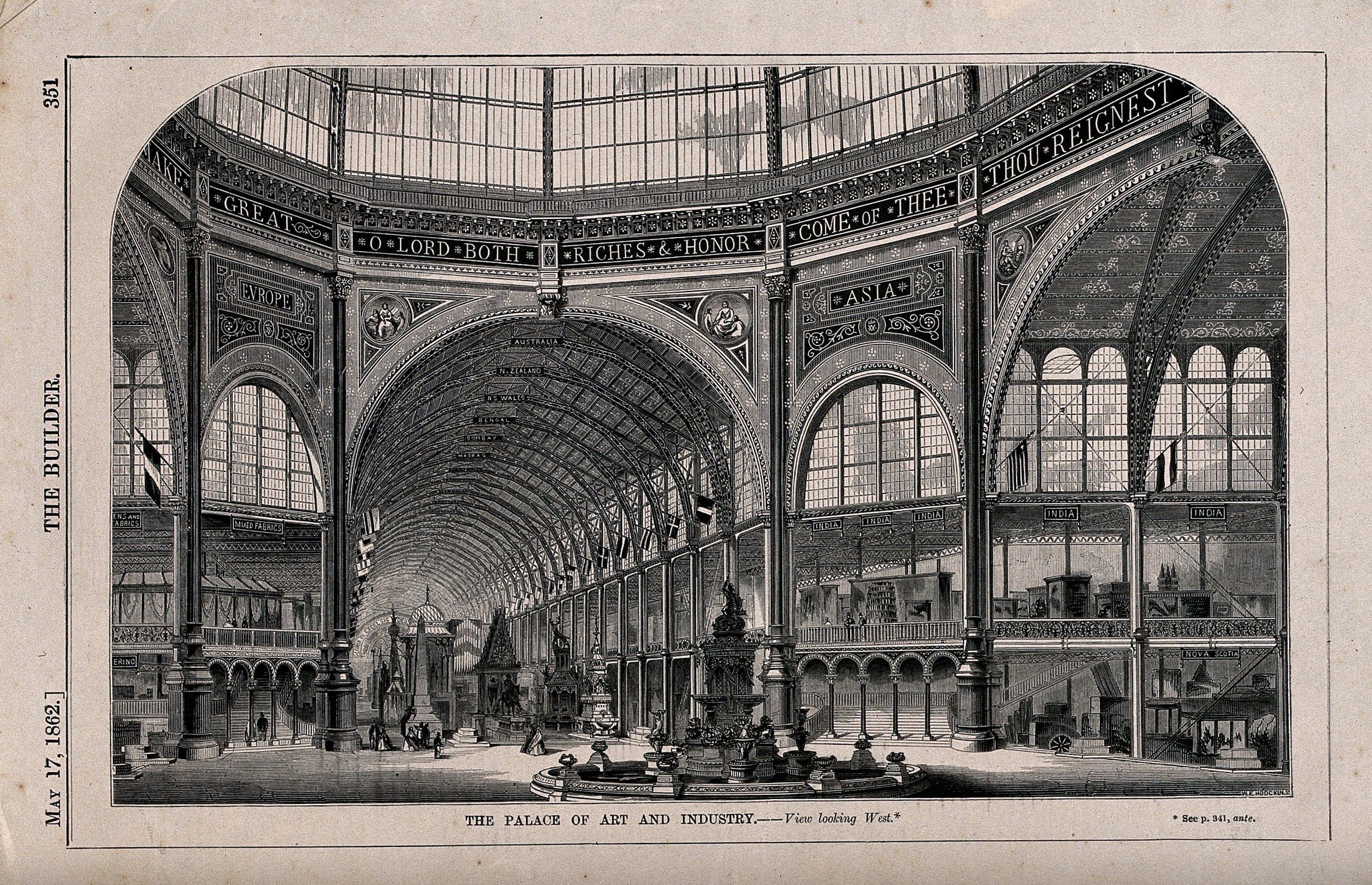
身廊に沿って東のドームから西を見た時のPalace of Art and Industryの内観

ロンドンのサウスケンジントン、現在ロンドン自然史博物館がある場所で開催された。21エーカーの大きさの建物は ロイヤル・エンジニアーズ（英国陸軍工兵隊）のフランシス・フォウク大尉により設計され、前回のロンドン万博の利益によりカバーされた£300,000で建設業者ルーカス社とジョン・ケルク社により建設された。永久に残ることを意図しており、資金が許すかぎり後年に装飾を加えることを予定して装飾なしの様式で建造された。ファサードはレンガ造りであったが、大部分は鋳鉄製であり、12,000トンの重さがあった。
中心となる本館は、南はクロムウェル・ロード、東はエグジビション・ロード、西はプリンス・アルバート・ロード、北は王立園芸協会の庭園に囲まれた長方形の敷地に建てられた。建物の南側と東西の3辺を使って絵画のギャラリーが設けられ、国内外の作品が約6000点展示された。これは1855年に開かれたパリ万博で美術館が設置され好評を得たことに刺激されたもので、最も大きい絵画ギャラリーはクロムウェル・ロードに面した間口が長さ1150フィート、高さ50フィート、幅50フィートで、中央には3つのアーチつきの大きなエントランスが設けられていた。設計者のフォウクは光の反射角度などを考慮して採光には特に気を使った。絵画ギャラリーの背後には"Industrial Buildings"があり、これらは建物の東西両端にある2つのドームをつなぐ「身廊」と各ドームから南北に張り出した「袖廊」からなり、高窓から光が射し込み、身廊と各袖廊の間の空間はガラス屋根付きの中庭になっていた。東と西の正面にあるレンガ造りの入り口の上にはそれぞれ幅150フィート、高さ260フィートの2つのガラスのドームがあり、これは当時最大のドームであった。袖廊からは、王立園芸協会の庭園の北側にあるプリンス・コンソート・ロードまで、唯一の仮設建造物である木造の"Machinery Galleries"(機械類の展示場)が続いた。
閉会後、議会は政府がこの建物を購入することを拒否し、建物は解体され、資材はアレクサンドラ・パレスを建設するために売られ使われた。

## 会期
開会式は1862年5月1日に行われた。夫アルバート公の喪に服していたヴィクトリア女王は出席しなかったが、代わりにいとこのケンブリッジ公爵が西ドーム下に設けられた王座で代表を務めた。開会の挨拶はこの博覧会の組織の責任を負うグループである女王陛下委員会の長であるグランヴィル伯爵により行われた。各国から高官や貴人が多数出席し、日本からも不平等条約の交渉に渡欧した文久遣欧使節団から7名が出席した。オーケストラによる演奏や大合唱ののち、来賓全員が行列して絵画ギャラリーを巡る大行進があり、取材した地元紙は各国貴人が華やかに着飾る中、日本の使節団の地味な着物姿に困惑し「みすぼらしい」と報じた。
開会式では、出席していた英国議会の議員で70歳のRobert Aglionby Slaneyがプラットフォームの床板の隙間から地面に落ちた。足を負傷したにもかかわらず訪問を続けたが、19日より壊疽が生じ亡くなった。
公式の閉会式は1862年11月1日に行われたが、博覧会は1862年11月15日まで一般公開されたままであった。600万人以上が来場した。

## 展示品

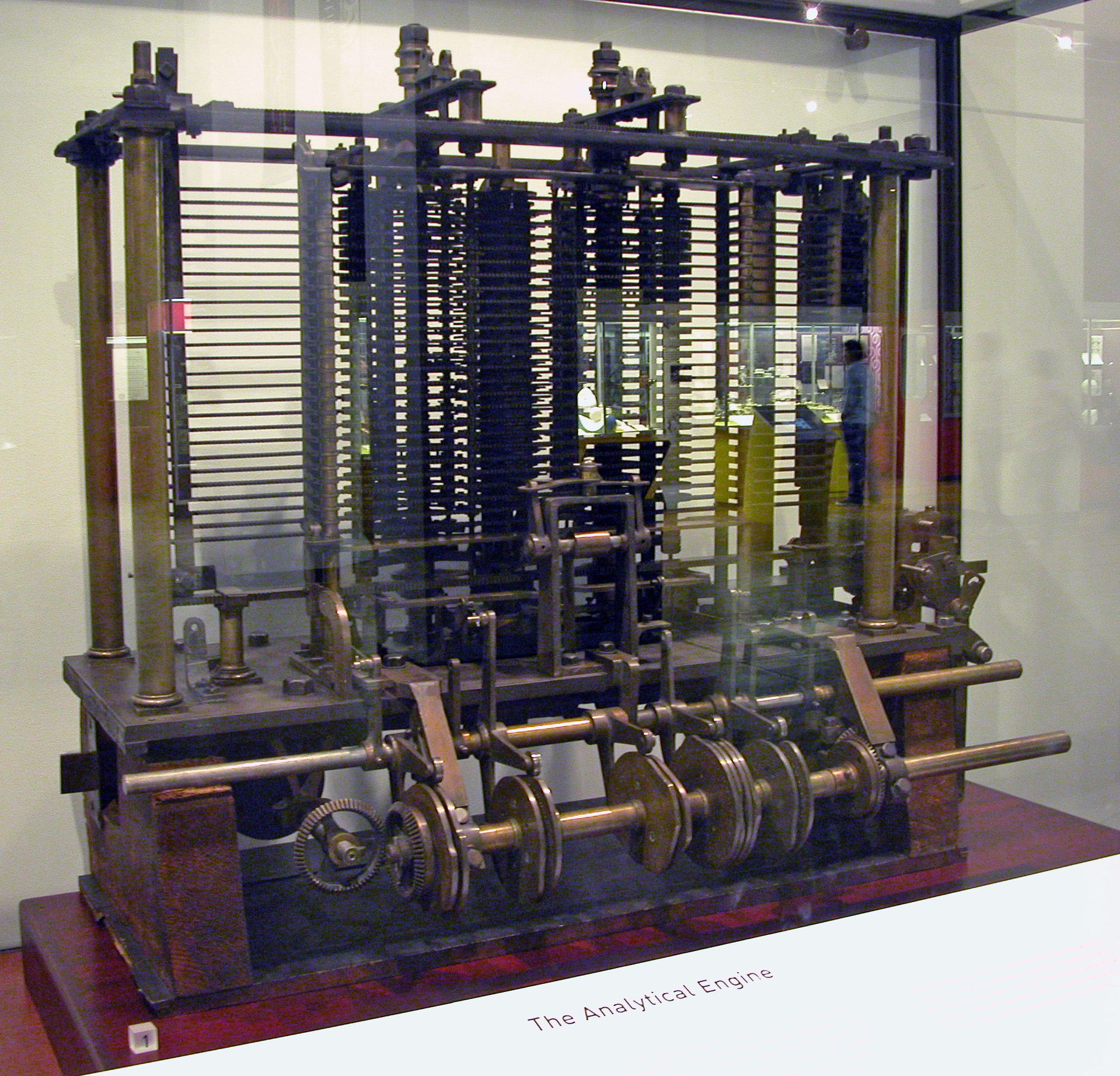
バベッジの解析機関

展覧会は産業革命、特に1851年の最初の大博覧会より10年間で起きた進歩のショーケースであった。電信、海底ケーブル、最初のプラスチック、パークシン、工作機械、織機、精密機械などが展示された

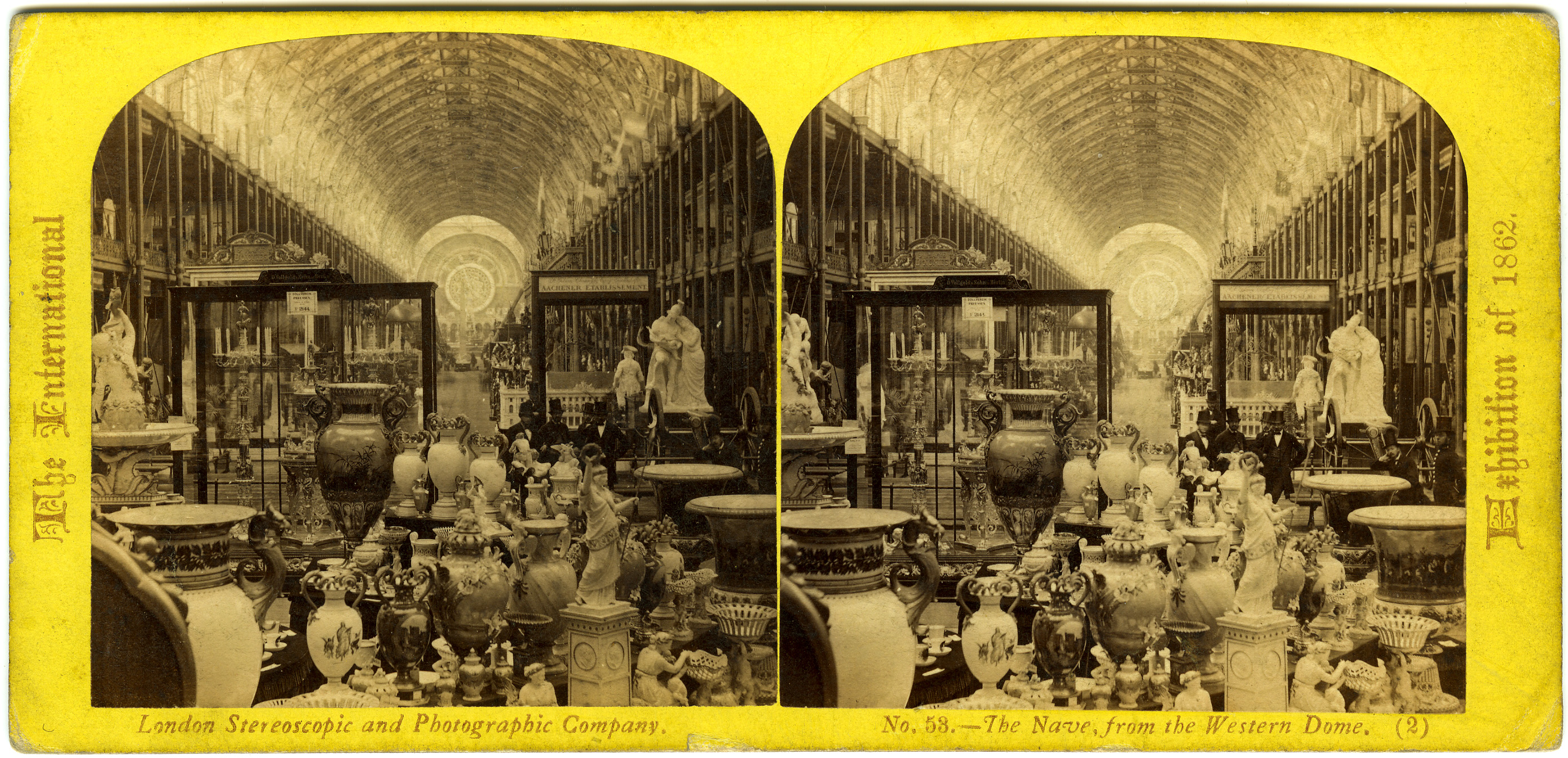
西ドームからの身廊。London Stereoscopic Companyが発行した1862年国際博覧会の内部の立体視

他にはチャールズ・バベッジの解析機関や紡績工場、ヘンリー・モーズリーとHumphrys, Tennant and Dykesの会社により製造された海洋エンジンの一部のような大きな機械も展示された。織物、敷物、彫刻、家具、皿、磁器、ガラス製品、壁紙など小物もあった。
初期の冷蔵庫で氷を製造すると、センセーションが起こった。
ウィリアム・モリスの装飾芸術会社Morris, Marshall, Faulkner & Co. により展示された作品は多くの注目を集めた。この博覧会では、ゴムを製造するための天然ゴムの使用方法や鋼を製造するためのベッセマー法も紹介された。
Benjamin Simpsonはインド亜大陸の写真を展示した。

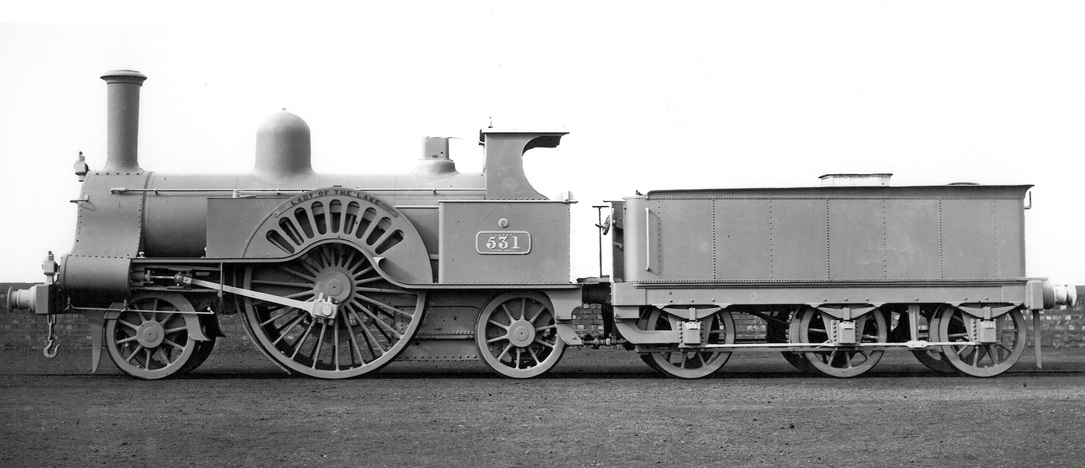
博覧会で展示されたロンドン・アンド・ノースウェスタン鉄道のLady of the Lake class機関車No. 531はその大きな魅力を証明した。

William EnglandはWilliam Russell SedgfieldやStephen Thompsonといった立体写真家のチームを率いてLondon Stereoscopic Companyのために博覧会の350のステレオビューのシリーズを制作した。画像は露光をわずか数秒で可能にする新たな写真湿板を用いて作られた。これらの画像により博覧会の鮮やかな3次元の記録が得られる。これらは箱に入れられたセットで一般に販売され、喪に服し隠遁生活を送っていた女王が博覧会を体験できるようにこの写真が届けられた。
ロンドン・アンド・ノースウェスタン鉄道は、高速旅客機関車の1つであるNo. 531 Lady of the Lakeを展示した。姉妹機関車であるNo. 229 Wattはその年の初めにトレント号事件の至急報を行ったことで有名だったが、Lady of the Lake（この博覧会で銅メダルを獲得した）が非常に人気があったため、機関車のクラス全体がLadies of the Lakeとして知られるようになった。
写真を反射することなく均一な光を可能にするように設計された大きいアートギャラリーがあった。
この博覧会には国際的なチェストーナメントであるロンドン1962チェストーナメントも含まれていた。

## 音楽
1851年の博覧会とは異なり、ロイヤル・ソサエティ・オブ・アーツは1862年の博覧会に特有の音楽要素を持たせることを選択した。音楽評論家のHenry Chorleyが顧問に選ばれ、ウィリアム・スタンデール・ベネット、ジャコモ・マイアベーア、ダニエル＝フランソワ＝エスプリ・オベール、ジョアキーノ・ロッシーニによる試作を推薦した。引退していたためロッシーニは辞退し、ソサエティはジュゼッペ・ヴェルディに依頼し最終的に引き受けた。
ウィリアム・スタンデール・ベネットがOde Written Expressly for the Opening of the International Exhibition（文はアルフレッド・テニスンによる）を書き、マイアベーアがFest-Ouvertüre im Marschstylを書き、オベールがGrand triumphal marchを書いた。これら3つの作品は1862年5月1日の博覧会の開会式で、指揮者マイケル・コスタが指揮するオーケストラにより初演された。ヴェルディが寄贈したカンタータInno delle nazioniに関係する論争により、この作品は開会式のコンサートに含まれなかった。これは、1862年5月24日のJames Henry Maplesonによりハー・マジェスティーズ劇場で開催されたコンサートで初めて上演された。
ピアニストのErnst Pauerは西にあるドーム下のステージで毎日ピアノのリサイタルを行った 。

## 日本の参加

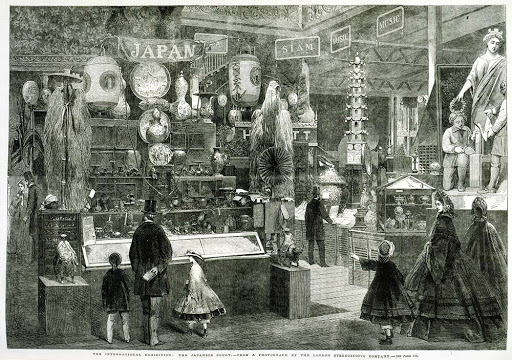
日本ブースの展示。イラストレイテド・ロンドン・ニュース

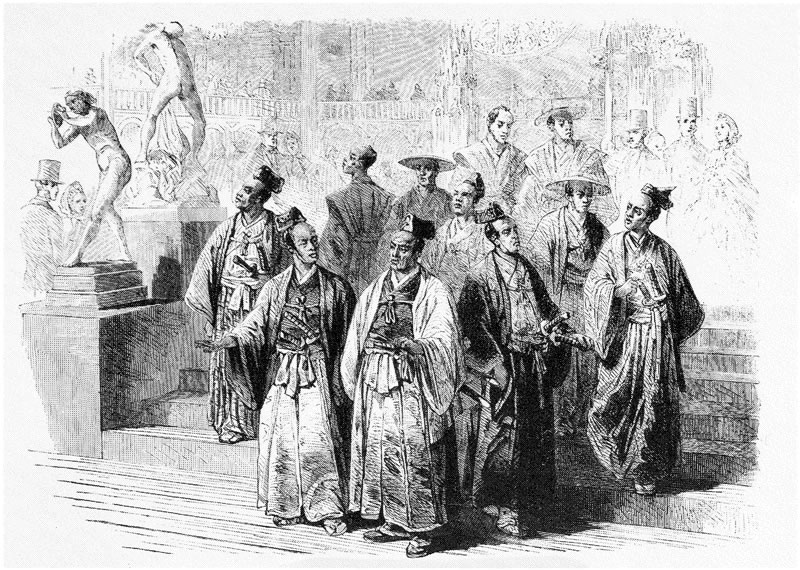
会場を見学する日本使節団。イラストレイテド・ロンドン・ニュース5月24日付記事

正式参加ではないが、駐日英国公使であったラザフォード・オールコックが、自身で収集した漆器や刀剣、版画といった日本の美術品のほか、蓑笠や提灯、草履なども展示された。また、開会式には文久遣欧使節の一行が参加し、日本が万博に関与した最初の事例となった。オールコックのコレクションに対するロンドンでの評価は、日本の国民性をみごとに表現したものとして評価され、ヨーロッパにおけるジャポニズムの契機にもなった。日本の展示品は現地では絶賛されたが、使節団の淵辺徳蔵は『欧行日記』に「全く骨董品の如く雑具」、「かくの如き粗物のみを出せしなり」と不満を書き残している。また、使節団の一員だった福沢諭吉がExhibitionを「博覧会」と訳したと言われる。
開会式に出席した使節代表は感想を聞かれ、「全体としての情景はまことに感銘深い。そして音楽もすばらしく壮大である。ただときどき音が高すぎると思う。イギリスの音楽は日本ではとうてい理解されないだろうし、日本の音楽もイギリスでは理解されないだろうが、両方とも甚だ立派であることは同じだ」と答えている。また、随行員の市川渡は西洋の写実的な絵画について、「西洋の絵画は写実の手法には優れているが、形を超えた気品や神髄を伝える点においては無知だ」と記している。使節団には薩摩藩士と佐賀藩士がいたが、このとき展示されていたアームストロング砲は、佐賀藩が1864年に自前製造に成功し、薩摩藩は1868年の戊辰戦争で使用している。

## ギャラリー

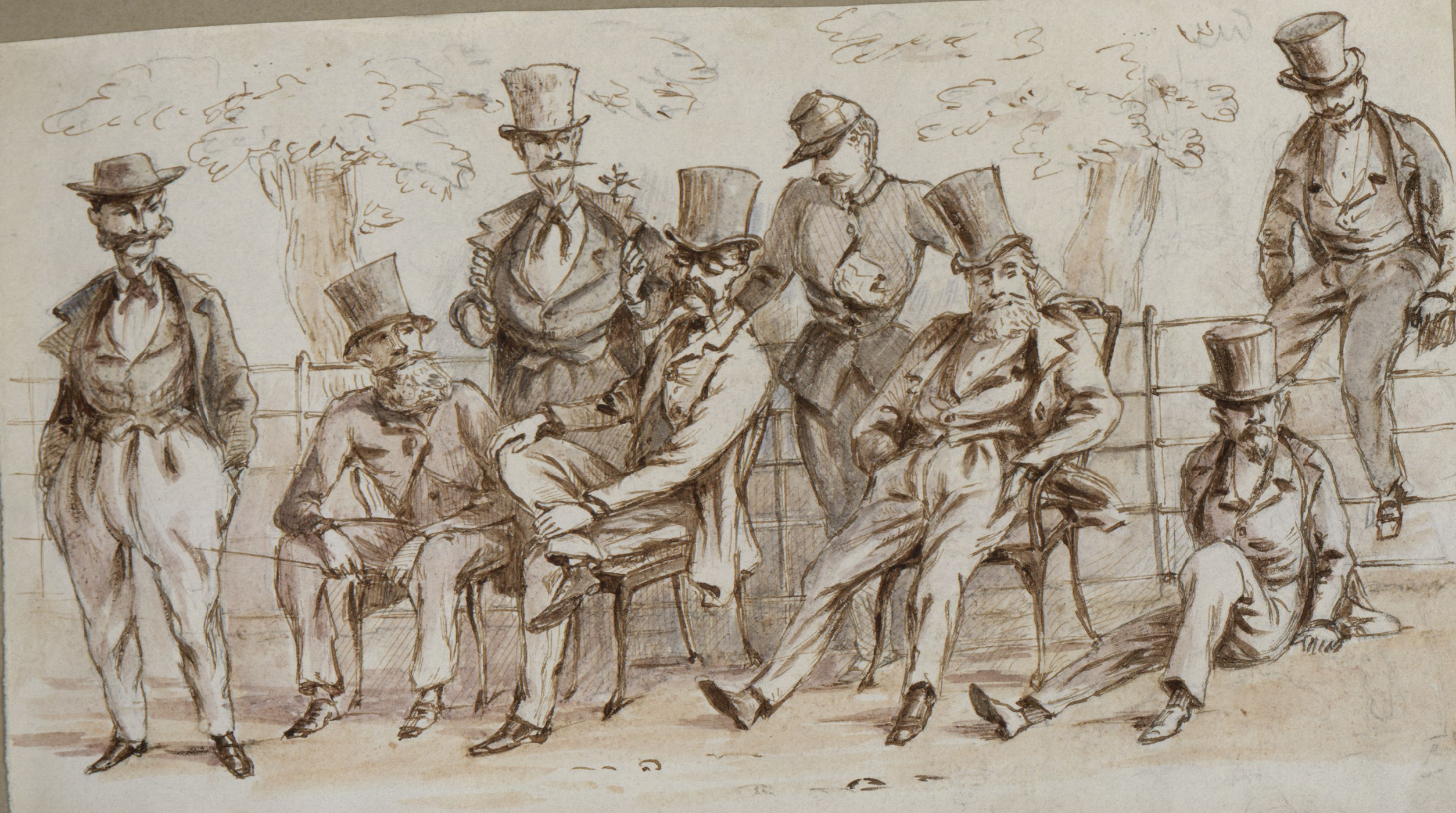
Foreigners over for the great exhibition. Frances Elizabeth Wynneによる風刺スケッチ
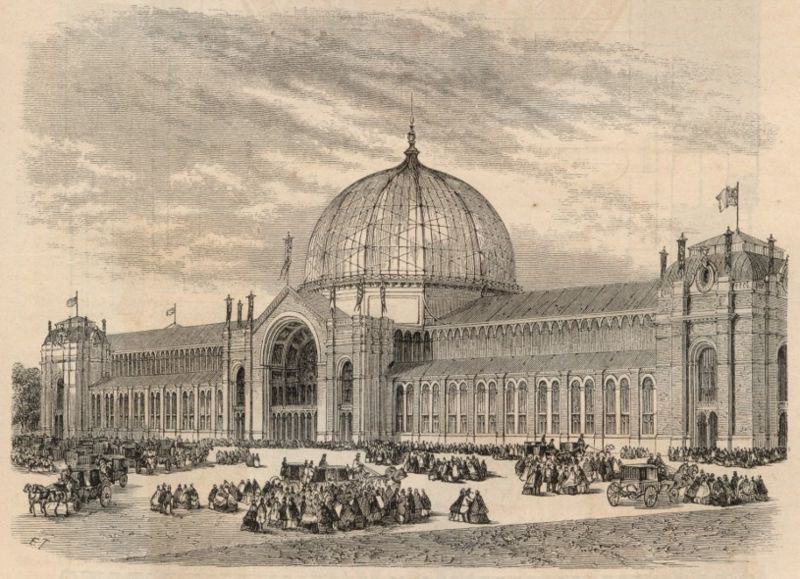
西側立面図
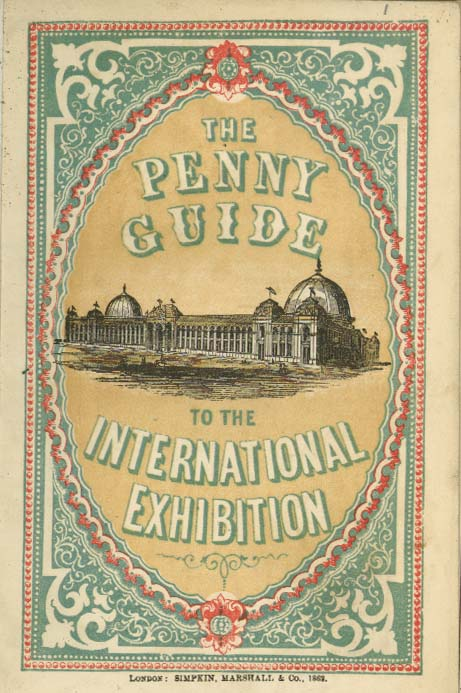
ペニーガイド
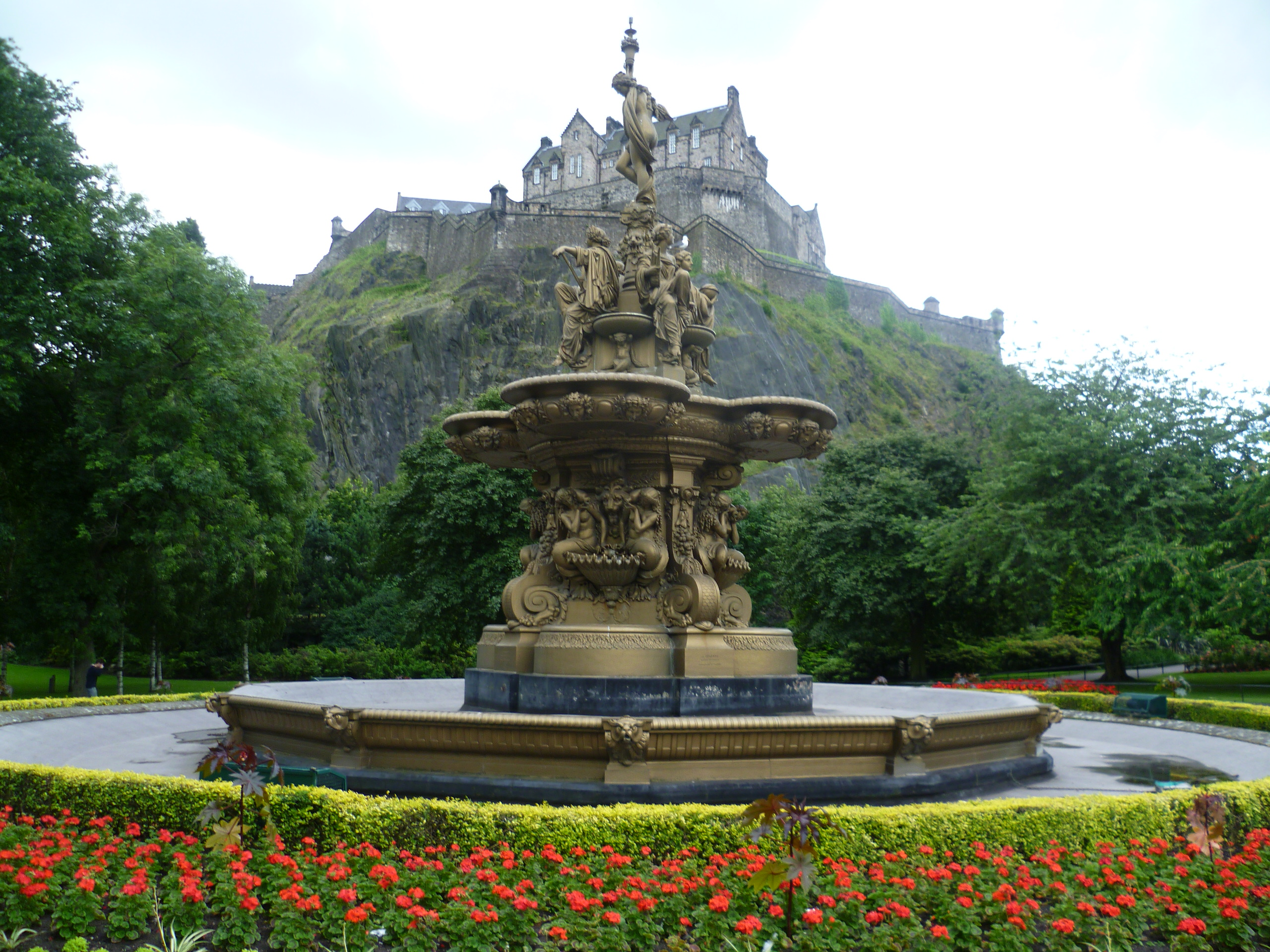
エディンバラにあるロス噴水は、パリで製造され、この博覧会で展示されていた。
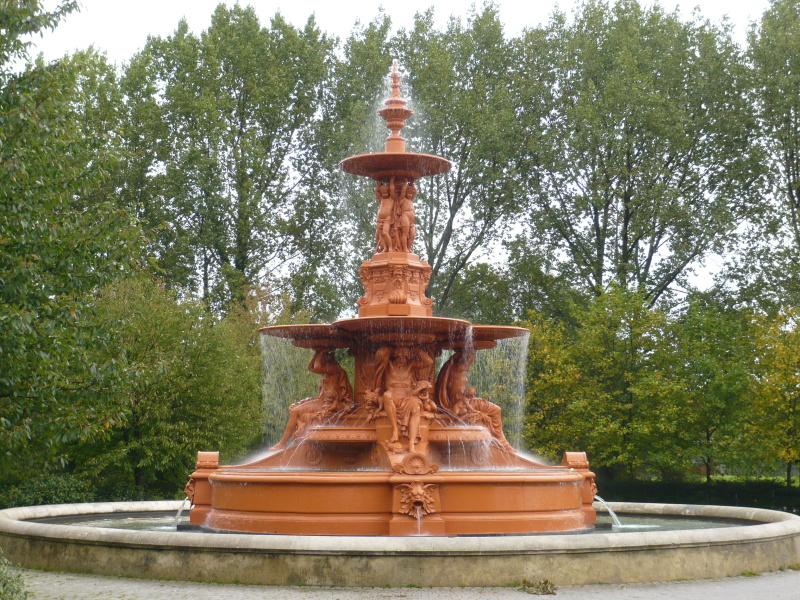
ケント州、AshfordのヴィクトリアパークにあるHubert噴水は、この博覧会に展示されていた。
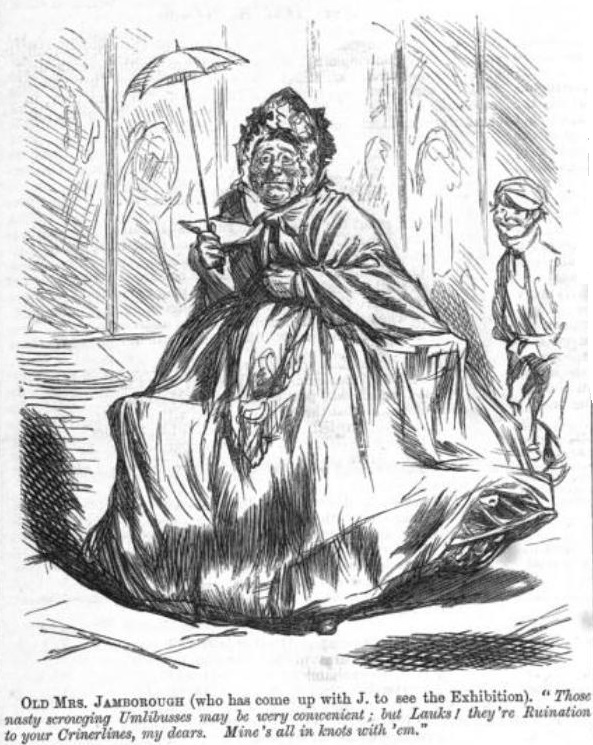
Jamborough夫人。1862年6月14日のパンチは、博覧会で人気のクリノリンのファッションを風刺した。
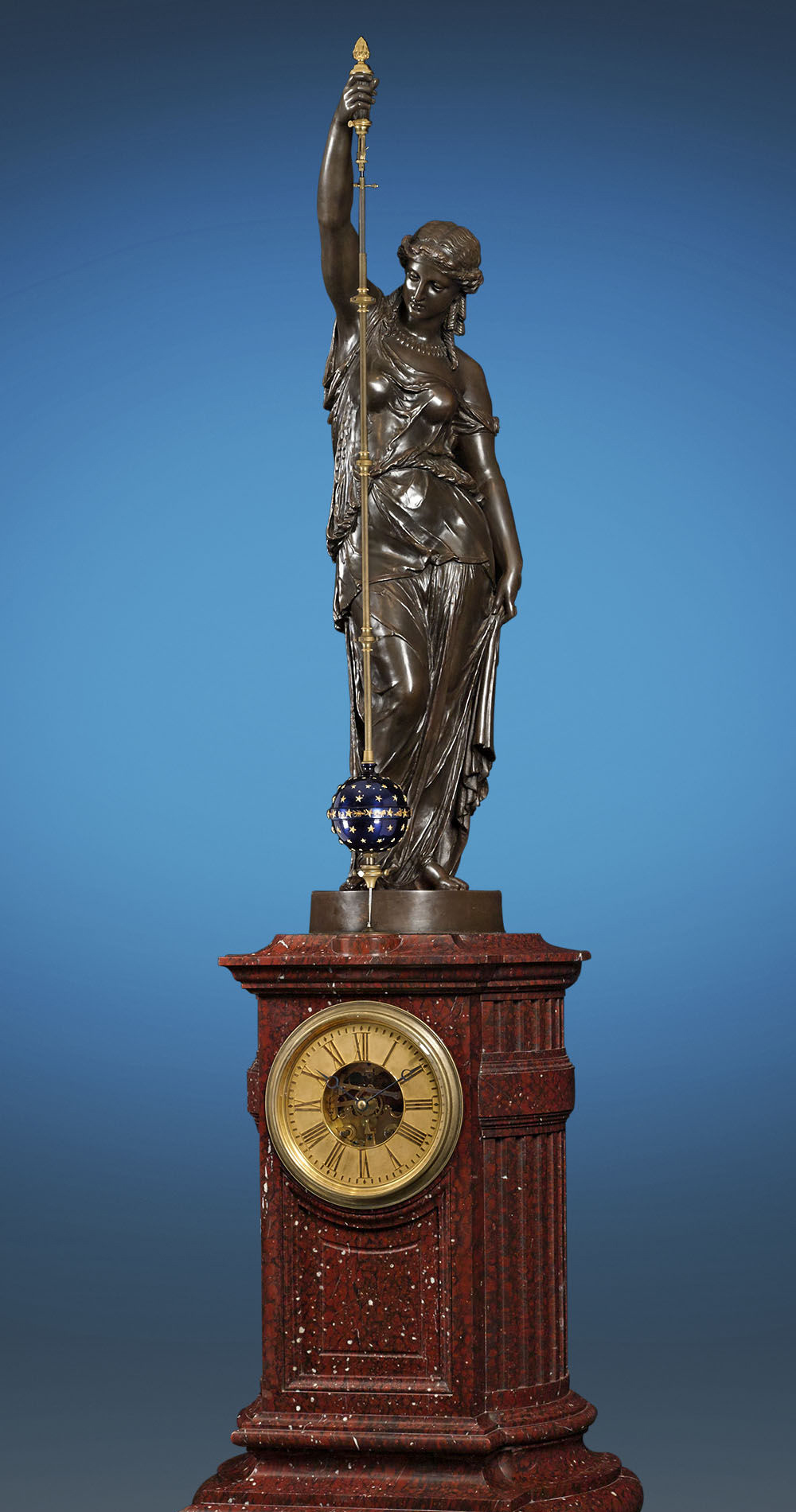
Eugène Farcotによる円錐ミステリークロックの上につけられたCarrier-Belleuseによるウラニアの彫刻。この博覧会のために制作された。
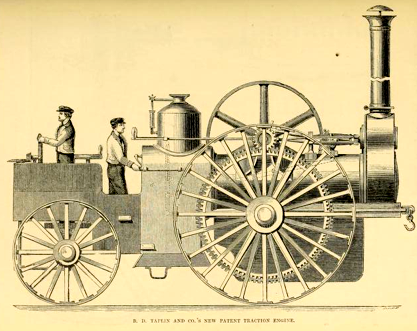
リンカーンのTaplinが展示した16馬力の牽引機関車

## その後

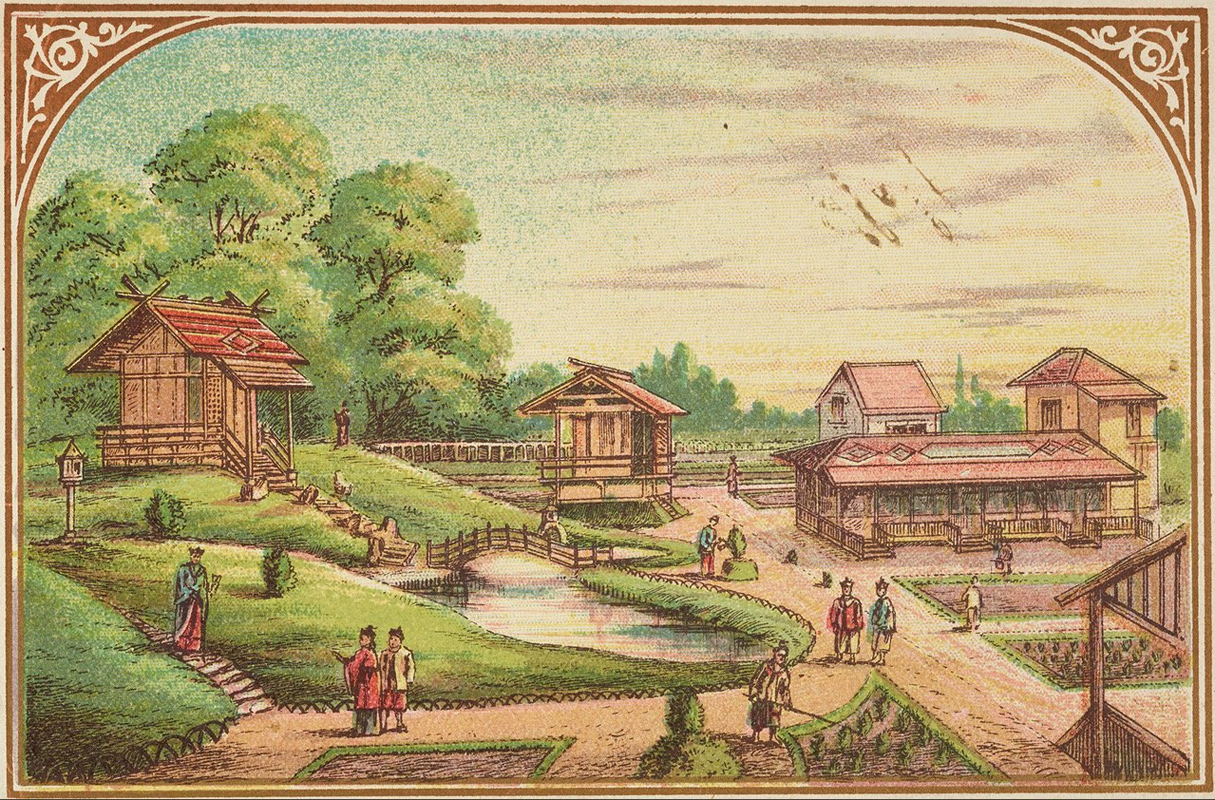
アレクサンドラ公園に造られた日本村。1875年

前回のロンドン万博で造られたクリスタルパレスに倣い、万博終了で解体された建造物の部材を使ってロンドン北部マスエルヒルにアレクサンドラ公園（en:Alexandra Park）とアレクサンドラ宮殿（en:Alexandra Palace）が建設されることになった。政府の出資は得られなかったため、民間のアレクサンドラ・パーク社が設立され、同社が土地を取得して造成し、1863年に公園を開園した。名前は同年にエドワード7世 (イギリス王)と結婚した妻のアレクサンドラ・オブ・デンマークからとられた。宮殿が完成した1873年には、ウィーン万国博覧会に日本が出展した神社楽殿や鳥居なども移築された。この売買をきっかけに、日本側は貿易商社「起立工商会社」を設立した。移築後、山添喜三郎がさらに整備を続け、日本村が造られた。